# Vistahermosa de Negrete
Vistahermosa de Negrete är en kommunhuvudort i Mexiko.   Den ligger i kommunen Vista Hermosa och delstaten Michoacán de Ocampo, i den centrala delen av landet, 400 km väster om huvudstaden Mexico City. Vistahermosa de Negrete ligger 1 561 meter över havet och antalet invånare är 9 581.
Terrängen runt Vistahermosa de Negrete är en högslätt. Runt Vistahermosa de Negrete är det ganska tätbefolkat, med 93 invånare per kvadratkilometer. Närmaste större samhälle är La Barca, 7,5 km väster om Vistahermosa de Negrete. Trakten runt Vistahermosa de Negrete består till största delen av jordbruksmark.